# Stazione meteorologica di Parma Aeroporto
La stazione meteorologica di Parma Aeroporto è la stazione meteorologica di riferimento per il Servizio Meteorologico dell'Aeronautica Militare e per l'Organizzazione Meteorologica Mondiale relativa alla città di Parma.

## Caratteristiche
All'interno dell'aeroporto di Parma sono ubicate due stazioni, quella contrassegnata dal codice ICAO LIMP gestita dall'ENAV che emette METAR con cadenza oraria e quella automatica DCP con codice WMO 16130 gestita dall'Aeronautica Militare che emette SYNOP con cadenza oraria.
Le due stazioni si trovano nell'Italia nord-orientale, in Emilia-Romagna, nel comune di Parma, presso la frazione di Golese, all'interno dell'area aeroportuale, a 50 metri s.l.m. e alle coordinate geografiche 44°49′01.86″N 10°17′48.65″E.

## Medie climatiche ufficiali

### Dati climatologici 1951-1980
In base alla media trentennale 1951-1980, effettivamente calcolata dal 1951 al 1978, la temperatura media del mese più freddo, gennaio, si attesta attorno a +1 °C; quella del mese più caldo, luglio, è di circa +23,2 °C.
| Parma Aeroporto (1951-1980) | Mesi | Mesi | Mesi | Mesi | Mesi | Mesi | Mesi | Mesi | Mesi | Mesi | Mesi | Mesi | Stagioni | Stagioni | Stagioni | Stagioni | Anno |
| Parma Aeroporto (1951-1980) | Gen  | Feb  | Mar  | Apr  | Mag  | Giu  | Lug  | Ago  | Set  | Ott  | Nov  | Dic  | Inv      | Pri      | Est      | Aut      | Anno |
| --------------------------- | ---- | ---- | ---- | ---- | ---- | ---- | ---- | ---- | ---- | ---- | ---- | ---- | -------- | -------- | -------- | -------- | ---- |
| T. max. media (°C)          | 4,0  | 7,3  | 12,2 | 17,3 | 22,2 | 26,3 | 29,2 | 27,9 | 23,8 | 17,6 | 10,4 | 4,9  | 5,4      | 17,2     | 27,8     | 17,3     | 16,9 |
| T. min. media (°C)          | −2,1 | −0,3 | 2,8  | 6,7  | 10,9 | 14,6 | 17,1 | 16,7 | 13,4 | 8,7  | 4,2  | −0,4 | −0,9     | 6,8      | 16,1     | 8,8      | 7,7  |

## Valori estremi

### Temperature estreme mensili dal 1933 ad oggi
Nella tabella sottostante sono riportati i valori delle temperature estreme mensili dal 1933 ad oggi, con il relativo anno in cui sono state registrate. Nel periodo esaminato, la temperatura minima assoluta ha toccato i -20,3 °C il 23 gennaio 1963 mentre la massima assoluta ha raggiunto i +39,2 °C il 28 luglio 1947.
| Parma Aeroporto (1933-2023) | Mesi         | Mesi         | Mesi         | Mesi        | Mesi        | Mesi        | Mesi        | Mesi        | Mesi        | Mesi        | Mesi         | Mesi             | Stagioni | Stagioni | Stagioni | Stagioni | Anno  |
| Parma Aeroporto (1933-2023) | Gen          | Feb          | Mar          | Apr         | Mag         | Giu         | Lug         | Ago         | Set         | Ott         | Nov          | Dic              | Inv      | Pri      | Est      | Aut      | Anno  |
| --------------------------- | ------------ | ------------ | ------------ | ----------- | ----------- | ----------- | ----------- | ----------- | ----------- | ----------- | ------------ | ---------------- | -------- | -------- | -------- | -------- | ----- |
| T. max. assoluta (°C)       | 24,1 (2007)  | 21,4 (1949)  | 27,0 (2002)  | 31,8 (1947) | 35,0 (2009) | 38,0 (2019) | 39,2 (1947) | 39,0 (2003) | 34,4 (1949) | 33,0 (2023) | 20,0 (1969)  | 18,0 (1977-2023) | 24,1     | 35,0     | 39,2     | 34,4     | 39,2  |
| T. min. assoluta (°C)       | −20,3 (1963) | −17,9 (1956) | −11,0 (2005) | −3,0 (1956) | 0,2 (1957)  | 6,1 (1953)  | 9,6 (1969)  | 8,6 (1966)  | 4,6 (1952)  | −2,2 (1973) | −10,2 (1965) | −20,0 (1933)     | −20,3    | −11,0    | 6,1      | −10,2    | −20,3 |